# Regierung Lyng

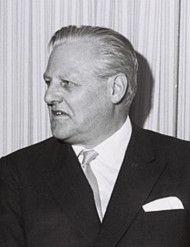
Bild von Ministerpräsident John Lyng.

Die norwegische Regierung Lyng bestand vom 28. August 1963 bis zum 25. September 1963 und wurde von Ministerpräsident John Lyng (Høyre) geführt. Sie folgte auf die Regierung Gerhardsen III und wurde von Gerhardsens vierter Regierung abgelöst. Auslöser für Lyngs kurzes Intermezzo als Chef einer bürgerlichen Minderheitsregierung war die sogenannte Kings-Bay-Affäre.

## Minister
| Ressort                   | Minister           | Partei               |
| ------------------------- | ------------------ | -------------------- |
| Ministerpräsident         | John Lyng          | Høyre                |
| Äußeres                   | Erling Wikborg     | Kristelig Folkeparti |
| Verteidigung              | Håkon Kyllingmark  | Høyre                |
| Industrie                 | Kaare Meland       | Høyre                |
| Finanzen                  | Dagfinn Vårvik     | Senterpartiet        |
| Löhne und Preise          | Ole Myrvoll        | Venstre              |
| Kommunen und Arbeit       | Bjarne Lyngstad    | Venstre              |
| Soziales                  | Kjell Bondevik     | Kristelig Folkeparti |
| Verkehr und Kommunikation | Lars Leiro         | Senterpartiet        |
| Handel und Schifffahrt    | Kåre Willoch       | Høyre                |
| Fischerei                 | Onar Onarheim      | Høyre                |
| Landwirtschaft            | Hans Borgen        | Senterpartiet        |
| Justiz und Polizei        | Petter Mørch Koren | Kristelig Folkeparti |
| Familien und Verbraucher  | Karen Grønn-Hagen  | Senterpartiet        |
| Kirche und Unterricht     | Olaf Kortner       | Venstre              |

## Staatssekretäre
| Ministerium                               | Staatssekretär          | Partei               |
| ----------------------------------------- | ----------------------- | -------------------- |
| Büro des Ministerpräsidenten              | Ivar Johansen           | Høyre                |
| Büro des Ministerpräsidenten              | Paul Thyness            | Høyre                |
| Außenministerium                          | Tomas Torsvik           | Kristelig Folkeparti |
| Verteidigungsministerium                  | Arne Gunnar Lund        | Høyre                |
| Industrieministerium                      | Torkild Wilhelm Schøyen | Høyre                |
| Sozialministerium                         | Odd Steinar Holøs       | Kristelig Folkeparti |
| Ministerium für Verkehr und Kommunikation | Bjørn Unneberg          | Senterpartiet        |
| Landwirtschaftsministerium                | Teddy Dyring            | Senterpartiet        |
| Ministerium für Kirche und Unterricht     | Magne Lerheim           | Venstre              |